# Nguyễn Phúc Tần

Porträt von Nguyễn Phúc Tần (Chúa Hiền, Nguyễn Thái Tông)

Nguyễn Phúc Tần (chữ Hán: 阮福瀕, * 18. Juli 1620, † 30. April 1687) war der vierte Nguyễn-Fürst, der von 1648 bis zu seinem Tod 1687 über den Süden Vietnams von Phú Xuân (dem heutigen Huế) aus regierte. Seine Herrschertitel lauteten Dũng Quận công und Chúa Hiền (chữ Nôm: 主賢, „Fürst Hiền“, wortwörtlich etwa „Sanftmütiger Fürst“).

## Kindheit und Jugend
Nguyễn Phúc Tần wurde am 18. Juli 1620 als der zweite Sohn seines Vorgängers Nguyễn Phúc Lan und der Konkubine Đoàn. In den jungen Jahren galt er als ein fähiger General.

## Politisches Wirken

### Kampf gegen den Niederlanden
Im Juni 1643 drangen drei niederländische Kriegsschiffe, De Wijdeness, Waterhond und Vos, auf Wunsch des Fürsten Trịnh Tráng in Thuận An ein, um den Süden Vietnams anzugreifen. Nguyễn Phúc Tần missachtete den Befehl seines Vaters, Fürst Nguyễn Phúc Lan, indem er gegen diese niederländischen Kriegsschiffe mit mehr als 50 Schiffen einen Überraschungsangriff startete. Die De Wijdeness, das schwerste und langsamste der drei Schiffe, wurde von vier Ruderbooten überholt, sein Ruder wurde gebrochen und der Mast gekappt. Die Besatzung klammerte sich an beiden Seiten des Schiffes fest. Kapitän Pieter Baek hatte daher keine Hoffnung mehr auf eine Flucht, zündete das Schießpulverlager an und brannte das Schiff selbst nieder. Dabei kamen Pieter Baek und viele Seeleute ums Leben. Die beiden anderen Schiffe hatten laut dem Buch Histoire moderne du pays d’Annam (Moderne Geschichte des Landes Annam) von Charles B. Maybon Mühe, auf der Insel Île de Perles (Perleninsel) Schutz zu finden. Nach dieser Seeschlacht wurde er von seinem Vater trotz der Missachtung des Befehls gelobt.

### Verwaltung von Đàng Trong (Cochinchina)
Als Fürst Nguyễn Phúc Lan am 19. März 1648 plötzlich starb, übernahm Nguyễn Phúc Tần im Alter von 29 Jahren die Regierungsgeschäfte.

#### Ausbildung von Beamten
Während seiner Herrschaft legte Fürst Nguyễn Phúc Tần großen Wert auf Beamtenprüfungen. Im Jahr 1674 eröffnete er eine dreiteilige Beamtenprüfung, wobei klassisches Chinesisch und Literatur geprüft wurden. Eine solche Prüfung dauerte drei Tage, wobei ein Kandidat an jedem Prüfungstag nur ein Gedicht verfassen durfte.

#### Außenpolitik

##### Champa
Im Jahr 1651 starb der Champa-König Po Rome. Po Nraup wurde sein Nachfolger und der Geschichte Champas zufolge war Po Nraup der Halbbruder von Po Rome.
Im Jahr 1653 drang Po Nraup in Cochinchina ein, um Phú Yên anzugreifen. Um gegen Po Nraups Invasion vorzugehen, befahl Fürst Nguyễn Phúc Tần seinem Kommandanten Hùng Lộc, 3000 Truppen zum Angriff zu führen. Die Nguyễn-Truppen erreichten Phú Yên, überquerten den Hổ-Dương-Pass auf dem Berg Thạch Bi und nutzten die Dunkelheit, um die Zitadelle der Champa anzugreifen. Die Nguyễn-Truppen griffen die Zitadelle an und schließlich wurde die Zitadelle zerstört. Po Nraup floh und schickte seinen Sohn, um eine Kapitulation zu überreichen. Fürst Nguyễn Phúc Tần stimmte zu und wählte den Fluss Phan Rang als die neue Grenze. Das Gebiet östlich des Flusses bis zum obersten Teil Phú Yêns (die ehemalige Region Kauthara) wurde in zwei Regionen, Thái Khang und Diên Ninh, geteilt. Die Region Thái Khang wurde von Hùng Lộc verwaltet. Der Teil westlich des Flusses (die ehemalige Region Panduranga) gehörte immer noch zu Champa und die Herrscher dieser Region mussten Tribute am Fürstenhof leisten.
Im Jahr 1654 übernahm Xuân Sơn, der Verteidiger des Bố-Chính-Palastes, die Verwaltung der Region Thái Khang, um das neu eroberte Land zu kontrollieren, die Einwanderung zur Stabilisierung der Region Thái Khang zu organisieren und die Ressourcen für die Erweiterung des Hafens von Hội An einzunehmen.

##### Chenla (Chân Lạp)
Neben Champa musste Fürst Nguyễn Phúc Tần auch Aufmerksamkeit um die Lage des Königreichs Chenla achten, da die politische Situation in Chenla oftmals instabil war.

#### Entdeckung- und Entwicklungspolitik der südlichen Ländereien Vietnams
Fürst Nguyễn Phúc Tần war während seiner Herrschaft fokussiert, neue Ländereien für seinen Herrschaftsbereich zu erwerben und zu entwickeln.
Im Jahr 1679 kamen der chinesische Mandarin Dương Ngạn Địch (Yang Yandi) aus der Provinz Guangxi mit seinen unterstellten Generälen Hoàng Tiến, Trần Thượng Xuyên (Chen Shangchuan) und Trần An Bình zusammen mit 3000 Soldaten und 50 Schiffen nach Cochinchina, da sie nicht Untertanen der Qing-Dynastie sein wollten. Fürst Nguyễn Phúc Tần sah, dass sie in großer Not und zudem auch ehrlich waren. Darüber hinaus gab es in Đông Phố (ein anderer Name für das alte Gia Định) große und fruchtbare Ländereien. Aus diesem Grund wies er die chinesischen Neuankömmlinge, Đông Phố zu kultivieren. Dazu erließ der fürstliche Hof auch ein Edikt, um den König von Kambodscha (Cao Miên) darüber zu informieren, damit es nicht zu unerwünschten Ereignissen kam.
Dương Ngạn Địch brachte seine Truppen und Schiffe an der Mündung Xoài-Rạp-Flusses und hielten in der Region rund um das heutige Mỹ Tho auf, währen seine unterstellten Generäle ihre Truppen und Schiffe an der Cần-Giờ-Mündung und schlussendlich in den Gebieten rund um Biên Hòa, die Hauptstadt der heutigen Provinz Đồng Nai, brachte. Als sie in diesen Regionen ankamen, sorgten sie sich um die Erweiterung der Ländereien, die Gründung einer Handelsstadt und den Handelsverkehr. Die Handelsschiffe und -boote der Chinesen, der Europäern, der Japanern und der Javaner versammelten sich zahlreich. Die chinesische Kultur breitete sich nach und nach aus und durchdrang schließlich das gesamte Đông-Phố-Gebiet.

### Affäre mit Thị Thừa
Während der Herrschaft des Fürsten Nguyễn Phúc Tần gab es ein wunderschönes Mädchen aus Nghệ An namens Thị Thừa, das in den Palast gebracht wurde, um Nguyễn Phúc Tần zu dienen. Er verliebte sich in Thị Thừa und vernachlässigte die Regierungsgeschäfte. Zudem ignorierte er auch der Rat der großen Mandarine am Hof, da er dachte, er habe viele Beiträge für den Süden Vietnams geleistet und es sei nun an der Zeit, sein eigenes Leben zu genießen. Danach las Fürst Nguyễn Phúc Tần eine Geschichte im Buch Quốc ngữ (国语), wo König Fuchai von Wu sein Land wegen Xi Shi am 5. Jahrhundert v. Chr. verlor. Danach kam er sofort zur Besinnung und befahl Thị Thừa sofort, dem Palastkanzler Nguyễn Phúc Kiều königliche Gewänder zu bringen. Schließlich wurde Thị Thừa von Nguyễn Phúc Kiều mit diesem Gewand ertränkt. In den Verschiedenen Chroniken der befriedeten Grenzen (Phủ biên tạp lục) vom Gelehrten Lê Quý Đôn widmete Fürst Nguyễn Phúc Tần von da an der Verbesserung des Militärs, der Rekrutierung talentierter Personen und dem Küstenschutz mehr Zeit.

### Beteiligung an den Kriegen gegen die Trịnh-Fürsten
Im Februar 1648 befahl Trịnh Tráng Lê Văn Hiểu, Provinzherzog (Quận công) von Tiến, mit einer Armee zum vierten Mal nach Cochinchina einzudringen. Nguyễn Phúc Tần wurde zum Anführer der Armee ernannt und ging mit seinem Vater, Fürst Nguyễn Phúc Lan, nach Quảng Bình, um zu reagieren. Nguyễn Phúc Tần teilte die Marine auf, am Fluss Cẩm La zu warten, schickte Nguyễn Hữu Tiến und 100 Elefanten, um die Trịnh-Armee im Hinterhalt in der Mitternacht anzugreifen. Bei diesem Angriff hatte die Trịnh-Armee große Verluste und sie wurde von der Nguyễn-Marine aufgehalten und floh, bis sie den Fluss Ca erreichte. Im März 1648 wollte Nguyễn Phúc Tần mit der Nguyễn-Armee den Fluss Gianh überqueren, um Bắc Bố Chính anzugreifen. Als sein Vater Nguyễn Phúc Lan auf dem Heimweg nach Thuận Hóa tödlich erkrankte, musste die Nguyễn-Armee zurückziehen.
Trịnh Tạc unternahm 1672 einen letzten Versuch, Phú Xuân (Huế) zu erobern und die Nguyễn-Fürsten unter Kontrolle zu bringen. Die angreifende Trịnh-Armee stand unter dem Kommando von Trịnh Tạcs Sohn Trịnh Căn, während die verteidigende Nguyễn-Armee unter dem Kommando von Prinz Nguyễn Phúc Thuần, Nguyễn Phúc Tầns vierter Sohn, stand. Der Angriff schlug fehl, aber dieses Mal bot Trịnh Tạc an, diesen Krieg mit einem Waffenstillstand zu beenden. Nguyễn Phúc Tần akzeptierte diesen Waffenstillstand und so ging der lange Krieg zu Ende. Gemäß diesem Waffenstillstand wurde die Grenze zwischen den Herrschaftsgebieten der Trịnh- und Nguyễn-Fürsten am Linh-Fluss festgelegt. Dieser Waffenstillstand hielt bis 1774 an.
Nach diesem Krieg konnte Fürst Nguyễn Phúc Tần seine volle Aufmerksamkeit auf den Süden richten. Seine Armee und die Regierungsbeamten konnten die Kontrolle über die südlichsten Provinzen festigen. Die Spannungen zwischen den Vietnamesen und den Khmer nahmen zu, jedoch brach kein offener Krieg aus.

## Tod und Nachleben
Fürst Nguyễn Phúc Tần starb am 19. März 1687 mit 68 Jahren. Er wurde im Trường-Hưng-Mausoleum in Hải Cát, Bezirk Hương Trà, Provinz Thừa Thiên begraben. Er hatte drei Töchter sowie sechs Söhne, wobei sein zweiter Sohn, Nguyễn Phúc Trăn, auch bekannt unter dem Herrschertitel Chúa Nghĩa (chữ Nôm: 主義, „Fürst Nghĩa“, wortwörtlich „Gerechter Fürst“), seine Nachfolge antrat. Als Nguyễn Phúc Khoát den Königstitel (Vương) um 1744 annahm, verlieh er seinem Ururgroßvater Nguyễn Phúc Tần den postumen Namen Tuyên Uy Kiến Vũ Anh Minh Trang Thánh Đức Thần Công Hiếu Triết hoàng đế (宣威建武英明莊正聖德神功孝哲皇帝) und außerdem wurde Nguyễn Phúc Tần mit den Tempelnamen Thái Tông (太宗) oder Nghị Tổ (毅祖) erhöht.